# Wachelkofen
Wachelkofen ist ein Gemeindeteil der Gemeinde Hohenthann im niederbayerischen Landkreis Landshut. Bis 1972  bildete es eine selbstständige Gemeinde.

## Lage
Der Weiler Wachelkofen liegt in der Hallertau etwa drei Kilometer südöstlich von Hohenthann.

## Geschichte
Die Hügelgräber bei Wachelkofen weisen auf eine frühe Besiedelung der Gegend hin. In Urkunden werden zuerst Ludwig und Heinrich von Wachelkofen erwähnt. In der Zeit von Herzog Otto II. zeichnete ein Hagen von Wachelkofen als Zeuge.
Wachelkofen bildete eine Obmannschaft und bestand 1752 aus neun Anwesen, von denen drei dem Spital Landshut gehörten. 1830 wird Wachelkofen mit 185 Einwohnern geführt, die sich auf 26 Familien verteilten. Ortsteile der Gemeinde Wachelkofen waren Altenkofen, Ettenkofen, Penkofen, Pfarrkofen, Roseneck, Wachelkofen und Wachelkofenreuth. Im Zuge der Gebietsreform in Bayern wurde die Gemeinde Wachelkofen am 1. Juli 1972 in die Gemeinde Hohenthann eingegliedert.

## Sehenswürdigkeiten
- Nebenkirche  St. Helena: Das Rokokokirchlein wurde 1751 erbaut und geweiht, der Hochaltar stammt aus dem Jahr 1754.

## Vereine
- Freiwillige Feuerwehr Wachelkofen